# Авария Ан-24 в Игнатьево
Авария Ан-24 в Благовещенске — авиационная авария, произошедшая днём понедельника 8 августа 2011 года близ Благовещенского аэропорта Игнатьево. Авиалайнер Ан-24РВ авиакомпании «ИрАэро »выполнял плановый внутренний рейс РД-103 по маршруту Иркутск — Чита — Благовещенск — Хабаровск, но при заходе на посадку в Благовещенском аэропорту Игнатьево лайнер при заходе на посадку в сложных погодных условиях снизился ниже глиссады и упал в лес. Никто из 41 человека на борту — 36 пассажиров и 5 членов экипажа, не погиб, из выживших пострадали 12 человек

## Экипаж
- Командир воздушного судна (КВС) — 52-летний Владимир Владимирович Рябинков. Налетал 11 555 часов, 6722 из них на Ан-24 (605 из них в качестве КВС).
- Второй пилот — 42-летний Юрий Владимирович Царёв. Налетал 3268 часов, 575 из них на Ан-24.
- Штурман — 40 лет, налетал 7673 часа, 63 из них на Ан-24.
- Бортмеханик — 29-летний Виталий Владимирович Бессмертный. Налетал 1036 часов, 465 из них на Ан-24.
- В салоне авиалайнера работала  стюардесса (имя неизвестно)

## Хронология событий
8 августа 2011 года, в 10:11 местного времени рейс 103 с 36 пассажирами 5 членами экипажа произвел взлёт из аэропорта Чита (Кадала), а рейс выполнял Ан-24РВ борт RA-46561, принадлежащий авиакомпании «ИрАэро», летящий из Иркутска в Хабаровск с промежуточными остановками в Чите и Благовещенске, сейчас самолёт проходит этап маршрута Чита — Благовещенск.
Полёт проходил в сложных погодных условиях. Перед началом снижения в 03:32 экипажем была заслушана информация ATIS аэродрома Благовещенск. Заход на посадку выполнялся в дневное время (14:00 местного времени, 4:00 UTC), в условиях грозовой деятельности, с магнитным курсом 360° с использованием курсоглиссадной системы. На момент посадки фактическая погода была следующей: ветер 180° с порывами до 14 м/с, видимость 350—450 м, сильный ливневый дождь, гроза, вертикальная видимость менее 40 м.
Выполняя заход на посадку в указанных условиях, сопряжённых с сильной турбулентностью атмосферы, экипаж допустил уклонение вправо и, преждевременно снизившись, с большой вертикальной и поступательной скоростями столкнулся с деревьями за 75 метров до торца и правее осевой линии ВПП на 250 метров. Перед столкновением бортмеханик по команде КВС зафлюгировал воздушные винты. При последовавшей вслед за этим грубой посадке и движении по грунту самолёт развернулся вправо на 90° от посадочного курса и остановился на удалении 450 метров от входного торца ВПП, правее её осевой линии на 285 метров. Пожара на борту не возникло.
В результате инцидента 9 пассажиров и 3 члена экипажа (КВС, второй пилот и бортмеханик) получили травмы различной степени тяжести, воздушное судно получило значительные повреждения конструкции (левая плоскость крыла полностью отделилась, правая опора шасси подломилась).
Эвакуация пассажиров из самолёта проведена членами лётного и кабинного экипажа. Пострадавшие были доставлены в больницы Благовещенска, информация в СМИ об их количестве неоднократно менялась. Характер авиационного происшествия целым рядом СМИ вначале был представлен как выкатывание самолёта за пределы ВПП.

## Расследование
9 августа было объявлено о начале расследования данного авиационного происшествия комиссией Межгосударственного авиационного комитета (МАК) во главе с Б. Г. Рафиковым. 6 апреля 2012 года на сайте МАК были опубликованы результаты расследования. При этом дата сообщения об окончании расследования и публикации окончательного отчёта на сайте МАК обозначена как 19 августа 2011 года.
Непосредственной причиной авиационного происшествия в окончательном отчёте МАК объявлено непринятие экипажем решения об уходе на второй круг в сложных погодных условиях ниже минимумов членов экипажа, сопровождавшееся дальнейшими ошибочными действиями. В качестве способствующих факторов упомянуты неудовлетворительное метеорологическое обеспечение полёта, выдача местным органом управления воздушным движением разрешения захода на посадку при наличии опасных метеоявлений и ряд других системных факторов.
14 ноября 2012 года суд приговорил к полутора годам ограничения свободы командира экипажа Владимира Рябинкова, признав его виновным в нарушении правил безопасности движения и эксплуатации воздушного транспорта при заходе самолёта на посадку в сложных метеоусловиях.